# Тухольчик, Ян
Ян Тухольчик известный, как Ян Цервус (настоящая фамилия — Елонок) (пол.  Jan Tucholczyk, лат. Jan Cervus; 1500, Тухоля, Королевство Польское — 1557) — польский правовед, юрист, грамматик, педагог, профессор Краковской академии.

## Биография
В 1523 году стал бакалавром гуманитарных наук в Краковской академии. Затем продолжил учёбу в цистерцианской школе в Енджеюве. В это время написал учебник по пастырскому богословию. В 1530 году вернулся в Краков.
Постоянно испытывал финансовые трудности. В 1531 году стал магистром юриспруденции и гуманитарных наук, регулярно читал лекции по праву в Краковской академии.
В 1534 году стал ректором львовской кафедральной школы. Их истории известно, что в 1537 году львовянки Грета Кохнова и её дочь Малгожата сильно побили ректора львовской кафедральной школы, магистра юриспруденции Яна Тухольчика (более того, женщины благодаря адвокату Матвею Кашеру ещё и выиграли судебный процесс, на котором Тухольчик требовал от них три тысячи венгерских золотых в виде компенсации).
В 1539 году оставил должность. Через год стал кафедральным каноником львовского собора. В 1541 году был рукоположен. Его дальнейшая судьба неизвестна.

## Научная деятельность
Автор работ в области юриспруденции и грамматики.
Из его сочинений наиболее известны:
- «De moribus ecclesiae catholicae D. A. Augustin liber I» (Краков, 1530),
- «Insututiones grammaticae Joannis Cervi Tucholiensis una cum interpretatione nominum idiomate polonico et germanico illustrata» (грамматика, Краков, 1553), к которой приложен словарь польских изречений, имеющий значение первоисточника, так как в нем сохранилось несколько выражений не встречающихся в других памятниках.

Кроме того, им написаны «Methodus sacramentorum sanctae ecclesiae catholicae» (Краков, 1537) и «Farrago actionum juris Magdeburgensis» (1531, VIII изд., 1607), наиболее полный польский трактат по городскому праву.